# 4057-es busz
A 4057-es jelzésű autóbuszvonal Kazincbarcika és Putnok között húzódó helyközi vonal, amelyet a Volánbusz Zrt. üzemeltet Sajókaza érintésével.

## Útvonala
Kazincbarcika autóbusz-állomásról indul. Az Építők útja és a kórház felé halad, majd az alsóvárosi iskola megállóba megy. Nemsokkal később a 26-os főútra kanyarodik Bánréve irányába. Első település Sajóivánka. Útja során minden megállót érint, itt kitérést tesz Sajókazára, majd csak Sólyombányán fordul. A vonal 13. kilométerén Vadnára érkezik, utoljára itt van közös megállója a Dédestapolcsány felé tartó vonalakkal. 3 perc múlva ismét kitérést tesz Sajógalgóc zsákfaluba, ekkor is keresztezi a Miskolc–Bánréve–Ózd-vasútvonalat és a Sajó folyó árterének közelében tartózkodik. Miután kiszolgálta a községet, Dubicsány következik, és a szomszédos városba, Putnokra ér. A Fő téren végállomásozik.
Ellentétes irányban nincs indítása.

## Közlekedése
Egyetlen járat közlekedik szabadnapokon. A 4065-ös vonal útvonala megegyezik a 4057-esével, a külön számozás az végett történt, hogy egykoron Serényfalváig (2020-ig) volt közvetlen eljutás biztosítva, azonban mára ennek semmilyen nyoma sincs mind kitéréseit, mind indítási időpontját tekintve.
| Viszonylat                                | Indításszám | Közlekedési rend |
| ----------------------------------------- | ----------- | ---------------- |
| Kazincbarcika, aut. áll. ➝ Putnok, Fő tér | 1 oda       | szabadnapokon    |

## Megállóhelyei
| 0  | Kazincbarcika, autóbusz-állomás végállomás | 0.0 km  | 3, 9 1054 3408, 3756, 3763, 3764, 3765, 3766, 3767, 3770, 3772, 3773, 4040, 4041, 4046, 4047, 4048, 4050, 4052, 4059, 4060, 4065, 4066, 4069, 4070, 4075, 4080, 4082, 4083, 4084, 4154 |
| 1  | Kazincbarcika, Ifjúmunkás tér              | 0.8 km  | 3 3408, 3756, 3763, 3764, 3765, 3770, 3772, 3773, 4040, 4041, 4044, 4047, 4048, 4050, 4052, 4059, 4060, 4065, 4066, 4069, 4070, 4075, 4080, 4082, 4083, 4084, 4153                     |
| 2  | Kazincbarcika, kórház                      | 1.2 km  | 3 1054 3408, 3756, 3763, 3764, 3765, 3770, 3772, 3773, 4040, 4041, 4044, 4047, 4048, 4050, 4052, 4059, 4060, 4065, 4066, 4069, 4070, 4075, 4080, 4082, 4083, 4084, 4153                |
| 3  | Kazincbarcika, alsóvárosi iskola           | 1.9 km  | 3408, 3770, 3773, 4059, 4060, 4063, 4065, 4066, 4067, 4069, 4153 |
| 4  | Kazincbarcika, ÉRV II. telep               | 3.0 km  | 1384 3770, 3773, 4058, 4059, 4060, 4061, 4062, 4063, 4065, 4066, 4067, 4069, 4153, 4194                                                                                                |
| 5  | Csukástói tanya                            | 3.8 km  | 3773, 4058, 4059, 4060, 4061, 4062, 4063, 4065, 4066, 4067, 4069, 4153, 4194 |
| 6  | Sajókaza vasútállomás bejárati út          | 5.3 km  | 1054, 1369, 1384, 1410, 1411 3408, 3770, 3773, 4058, 4059, 4060, 4061, 4062, 4063, 4065, 4066, 4067, 4069, 4153, 4194 személyvonat – Sajókaza [92.]                                    |
| 7  | Sajókaza, községháza                       | 6.7 km  | 4059, 4060, 4061, 4065, 4066, 4067, 4069 |
| 8  | Sajókaza, emlékmű                          | 7.1 km  | 4059, 4060, 4061, 4065, 4066, 4067, 4069 |
| 9  | Sajókaza, iskola                           | 7.6 km  | 4059, 4060, 4061, 4066, 4067, 4069 |
| 10 | Sajókaza, malom                            | 7.9 km  | 4059, 4060, 4061, 4066, 4067, 4069 |
| 11 | Sajókaza, Sólyombánya autóbusz-forduló     | 8.6 km  | 4059, 4060, 4061, 4066, 4067, 4069 |
| 12 | Sajókaza, malom                            | 9.3 km  | 4059, 4060, 4061, 4066, 4067, 4069 |
| 13 | Sajókaza, iskola                           | 9.6 km  | 4059, 4060, 4061, 4066, 4067, 4069 |
| 14 | Sajókaza, emlékmű                          | 10.1 km | 4059, 4060, 4061, 4065, 4066, 4067, 4069 |
| 15 | Sajókaza, községháza                       | 10.5 km | 4059, 4060, 4061, 4065, 4066, 4067, 4069 |
| 16 | Vadna, községháza                          | 13.4 km | 1054, 1369, 1384, 1410, 1411 3408, 3770, 3773, 4058, 4059, 4060, 4061, 4062, 4063, 4065, 4066, 4067, 4153, 4194 személyvonat – Vadna [92.]                                             |
| 17 | Sajógalgóci elágazás                       | 16.1 km | 1369, 1384, 1410, 1411 3770, 3773, 4062, 4063, 4065, 4066, 4067, 4194 |
| 18 | Sajógalgóc, Rákóczi utca 69.               | 18.1 km | 3773, 4062, 4063, 4065, 4066, 4067 |
| 19 | Sajógalgóc, temető                         | 18.4 km | 3773, 4062, 4063, 4065, 4066, 4067 |
| 20 | Sajógalgóc, Rákóczi utca 69.               | 18.7 km | 3773, 4062, 4063, 4065, 4066, 4067 |
| 21 | Sajógalgóci elágazás                       | 20.7 km | 1369, 1384, 1410, 1411 3770, 3773, 4062, 4063, 4065, 4066, 4067, 4194 |
| 22 | Dubicsány, panzió                          | 23.3 km | 1369, 1384, 1410, 1411 3770, 3773, 4062, 4063, 4065, 4194 |
| 23 | Borzóczvölgy bejárati út                   | 24.7 km | 3773, 4062, 4063, 4065, 4194 |
| 24 | Putnok, Kossuth utca 62.                   | 27.1 km | 1369, 1384, 1410, 1411 3770, 3773, 4062, 4063, 4065, 4147, 4188, 4194, 4195 |
| 25 | Putnok, Fő tér végállomás                  | 28.0 km | 1369, 1384, 1410, 1411 3770, 3773, 4063, 4065, 4104, 4140, 4145, 4147, 4148, 4151, 4188, 4194, 4195                                                                                    |